# Ron Horsley
Pour les articles homonymes, voir Horsley.

a Compétitions nationales et continentales officielles uniquement.

b Matchs officiels uniquement.
Ronald Hugh Horsley dit Ron Horsley, né le 4 juillet 1932 à Wellington et mort le 20 décembre 2007 à Rotorua, est un joueur de rugby à XV qui a joué avec l'équipe de Nouvelle-Zélande, évoluant au poste de deuxième ligne. 

## Carrière
Il joue avec la province de Wellington de 1956 à 1962. Il défend ensuite les couleurs de Manawatu. Il dispute son premier test match avec l'équipe de Nouvelle-Zélande le 23 juillet 1960 contre l'Afrique du Sud et son dernier test match contre cette même équipe le 27 août 1960 .

## Statistiques en équipe nationale
- Nombre de test matchs avec les Blacks : 3
- Nombre total de matchs avec les Blacks : 31